# Molophilus nakamurai
Molophilus nakamurai är en tvåvingeart som beskrevs av Alexander 1933. Molophilus nakamurai ingår i släktet Molophilus och familjen småharkrankar. Inga underarter finns listade i Catalogue of Life.